# Новые Дольцы
Новые Дольцы — деревня в Белёвском районе Тульской области России. Население - 279 человек (2021).
В рамках административно-территориального устройства является центром Новодолецкого сельского округа Белёвского района, в рамках организации местного самоуправления входит в сельское поселение Левобережное.

## География
Расположена в холмистой местности на правом берегу речки-ручья Злакома — притока Оки, в 25 км к югу от районного центра, города Белёва, и в 118 км к юго-западу от областного центра. 
Рядом проходит автодорога Орёл — Калуга — это была большая почтовая дорога и в Новых Дольцах находилась почтовая станция.

## История
Поселение было образовано выходцами из села Старые Дольцы и получило название «Новых». Селение имело статус села. В церковный приход входило само село и деревни Борково, Зубково. По преданию деревянная церковь во имя святого великомученика Георгия Победоносца в 1798 году была куплена и перевезена из села Касьяново Козельского уезда (ныне это Ульяновский район Калужской области) Калужской губернии князем Иваном Дмитриевичем Трубецким. В 1850-х годах благодаря участию церковного старосты крестьянина из деревни Зубково Моисея Никитовича Плюханова храм был капитально отремонтирован и построена новая деревянная колокольня. В 1871 году в селе была открыта земская школа, преобразованная затем в церковно-приходскую. В 1859 году в селе насчитывалось 56 крестьянских дворов и 569 крепостных помещичьих крестьян, в 1915 году — 111 дворов.

## Население
| Годы      | 1857 | 1859 | 1915 | 2002 | 2010 | 2021 |
| --------- | ---- | ---- | ---- | ---- | ---- | ---- |
| Население | 506  | 569  | 781  | 289  | ↘278 | 279  |